# Moissac-Bellevue
Moissac-Bellevue – miejscowość i gmina we Francji, w regionie Prowansja-Alpy-Lazurowe Wybrzeże, w departamencie Var.
Według danych na rok 1990 gminę zamieszkiwało 148 osób, a gęstość zaludnienia wynosiła 7 osób/km² (wśród 963 gmin regionu Prowansja-Alpy-W. Lazurowe Moissac-Bellevue plasuje się na 652. miejscu pod względem liczby ludności, natomiast pod względem powierzchni na miejscu 472.).